# Phan Kỳ Phùng
Phan Kỳ Phùng (sinh tại Quảng Ngãi, mất ngày 2/9/2016 tại TP. Hồ Chí Minh) là một giáo sư, tiến sĩ khoa học và nhà quản lý giáo dục người Việt Nam. Ông  là Giám đốc đầu tiên của Đại học Đà Nẵng (nhiệm kỳ 1994-1999) và là người cuối cùng giữ chức Hiệu trường của Đại học Bách khoa Đà Nẵng nhiệm kỳ 1989-1994 (trước khi trường này sát nhập vào Đại học Đà Nẵng). Ông cũng là một trong những người sáng lập và nguyên là Hiệu trưởng của Đại học Kiến trúc Đà Nẵng.
Trung tâm Thông tin và Dự báo Kinh tế - Xã hội Quốc gia (thuộc Bộ Kế hoạch và Đầu tư) dẫn nguồn Báo Tiền Phong cho rằng ông Phùng cùng với GS.TS. Nguyễn Thế Hữu (hiệu trưởng đầu tiên của Đại học Huế) từng có ý tưởng liên kết, hỗ trợ nhau trong đào tạo, không mở thêm chuyên ngành mà ở đại học kia đã có "để hai trường này có thể phát triển ngang tầm Đại học Quốc gia." Tuy nhiên ý tưởng này không thực hiện được "do bị lợi ích cục bộ chi phối và lý do thiếu 'tổng đạo diễn."
Ông từng theo học tại Trường THPT Lê Khiết (nay là THPT Chuyên Lê Khiết) tại Quảng Ngãi.